# ファゴッティーニ
ファゴッティーニ(英語:Fagottini)はパスタの一種。
ニンジンやサヤインゲンなどの野菜とリコッタチーズ、整形されたパスタが入っているのが一般的。